# Josef Hausmann
Josef Hausmann (* 18. září 1953 Jaroměř) je český biofyzik, tlumočník a spisovatel, autor knih kritizujících feminismus.
Ve volbách do Senátu PČR v roce 2012 kandidoval jako nezávislý v obvodu č. 35 – Jablonec nad Nisou. Se ziskem 9,85 % hlasů skončil na 7. místě a nepostoupil tak ani do druhého kola. O dva roky později ve volbách do Senátu PČR v roce 2014 kandidoval jako nestraník za ND v obvodu č. 30 – Kladno. Se ziskem 1,74 % hlasů skončil na předposledním 9. místě a opět tak nepostoupil ani do druhého kola.
Ve volbách do Evropského parlamentu v květnu 2019 kandidoval jako nestraník za ND na 20. místě kandidátky subjektu s názvem „ROZUMNÍ a Národní demokracie - STOP MIGRACI - NECHCEME EURO“, ale nebyl zvolen.
Josef Hausmann je rozvedený a má dvě dcery.

## Knihy
- Základy mužského šovinismu (1999) ISBN 8086563162 (1999 vyšlo i německy jako Die Grundlagen des männlichen Chauvinismus)
- Nahota feminismu (2002) ISBN 8086563014
- Mužský šovinismus pro pokročilé (2006) ISBN 808656312X
- Ženy na dosah (2008) ISBN 9788087197073
- Totalitní ideologie feminismu (2018) společně s Radimem Lhotákem, ISBN 9788090723061 (ISBN 9788090723078 e-kniha)